# シルバークラフト SH-4
シルバークラフト SH-4
1967年6月のパリ航空ショーに出展されたシルバークラフト SH-4の2号機
- 用途：小型ヘリコプター
- 製造者：シルバークラフト
- 初飛行：1963年
- 生産数：21機
- 運用状況：試作のみ

シルバークラフト SH-4（Silvercraft SH-4）は、 イタリアのシルバークラフト社（Silvercraft SpA）で開発、製造された3座の小型ヘリコプターであり、イタリア航空当局と米国連邦航空局（FAA）の型式認定を取得した最初のイタリア製ヘリコプターである。
SIAI-マルケッティ社の財政面、技術面での援助を受けて開発されたSH-4の試作機は1963年10月に初飛行を行った。本機は2枚ブレードの主ローターとテールローター、スキッド式降着装置、高い位置に畝の入った管状テールブームを持つ通常の形式の機体であった。エンジンは定格出力170hp (127kW) の200hp (149kW) か235hp (175kW) のフランクリン 6A-350を搭載していた。SH-4の中には出力205 hp (153 kW)のライカミング LHIO-360-C1Aエンジンを搭載したものもあった。
2機がイタリア軍により評価された。
SH-4から発展した改良型のSH-200が開発されたが、試作機のみで終わった。

## 派生型
SH-4
標準仕様
SH-4A
農業機モデル
SH-4L
ライカミング社製エンジン搭載モデル
SH-4T
ターボプロップエンジン搭載モデル

## 要目
(SH-4) Jane's All The World's Aircraft 1976–77
- 定員：乗員1 名、乗客2名
- 全長：7.65 m (25 ft 1¼ in)
- 全高：2.98 m (9 ft 9¼ in)
- 空虚重量：518 kg (1,142 lb)
- 全備重量：862 kg (1,900 lb)
- 主ローター直径：9.03 m (29 ft 7½ in)
- 主ローター旋回面積：64.0 m2 (639 ft2)
- エンジン：1 × フランクリン 6A-350 水平対向6気筒、175 kW (235 hp)
- 最高速度：161 km/h (100 mph)
- 巡航速度：117 km/h [3] (73 mph)
- 巡航高度：4,600 m (15,090 ft)
- 航続距離：320 km (200 miles)
- 航続時間：3時間
- 上昇率：6.0 m/s (1,180 ft/min)